# Hydropsyche morettii
Hydropsyche morettii là một loài Trichoptera trong họ Hydropsychidae. Chúng phân bố ở miền Cổ bắc.